# Ledris-familien
Ledris-familien (Ephedraceae) er en lille familie med en enkelt slægt, den nedennævnte. Se nærmere beskrivelse der.
| Slægter |

- Ledris (Ephedra)

| Botanik | Spire Denne botanikartikel er en spire som bør udbygges. Du er velkommen til at hjælpe Wikipedia ved at udvide den. |